# 729
729 (DCCXXIX) var ett normalår som började en lördag i den julianska kalendern.

## Händelser

### Okänt datum
- Slaget vid Ravenna utkämpas mellan trupper utskickade av den bysantinske kejsaren Leo III, och en styrka italienare ledda av påve Gregorius II till försvar av dyrkandet av avbilder, vilket Leo har bannlyst. Efter en svår strid besegras grekerna, tusentals dödas och i flykt då de springer tillbaka till skeppen. Vattnet i floden Po blir så blodigt att det sägs att i sex år kan inte invånarna i Ravenna äta fisk från vattnet.

## Födda
- Diwu Qi, kinesisk kansler av Tangdynastin (död 799)

## Avlidna
- Shen Quanqi, poet under Tangdynastin
- Prins Nagaya, japansk kejsarprins